# Yaphet Kotto
Yaphet Frederick Kotto (născut Frederick Samuel Kotto; n. 15 noiembrie 1939, New York City, New York, SUA – d. 15 martie 2021, Manila, Filipine) a fost un actor american cunoscut pentru rolul principal din serialul NBC Brigada Omucideri⁠(d) (1993–1999) și pentru filmele Alien (1979), Justiția viitorului (1987), Pe cine nu lași să moară⁠(d) (1973) și Cursa de la miezul nopții (1988).

## Biografie
Kotto s-a născut Frederick Samuel Kotto în New York City. Mama sa, Gladys Marie, a fost o asistentă medicală americană și ofițer al Armatei Statelor Unite de origine panameză⁠(d). Tatăl său, Yaphet Avraham Kotto, a fost un om de afaceri din Camerun, care a emigrat în Statele Unite în anii 1920. Tatăl lui Kotto era de confesiune iudaică, iar mama sa s-a convertit la iudaism⁠(d). Cuplul s-a separat când Kotto era copil, iar acesta a fost crescut de bunicii săi materni.

## Cariera
La vârsta de 16 ani, Kotto studia actoria la Actors Mobile Theatre Studio, iar la 19 ani și-a făcut debutul actoricesc în Othello. A fost membru al Actors Studio⁠(d) din New York. Kotto și-a început cariera pe Broadway, unde a apărut în piesa de teatru The Great White Hope⁠(d) și alte producții.
Debutul său în film a avut loc în 1963, la vârsta de 23 de ani, într-un rol necreditat din 4 pentru Texas⁠(d). A jucat în filmul lui Nothing but a Man⁠(d) (1964) regizat de Michael Roemer⁠(d) și a avut un rol secundar în filmul Afacerea Thomas Crown⁠(d) (1968). L-a interpretat pe John Auston, un caporal confuz al Marinei, în episodul din 1968 „King of the Hill” al serialului  Hawaii Five-O⁠(d).
În 1967 a lansat o melodie - „Have You Ever Seen the Blues” / „Have You Dug His Scene” (Chisa Records, CH006).
În 1973, a obținut rolul răufăcătorului Mr. Big⁠(d) în filmul Pe cine nu lași să moară din seria James Bond, precum și alte roluri în Mafia nu iartă niciodată⁠(d) și Truck Turner⁠(d). A jucat rolul unui ofițer de poliție pe nume Richard „Crunch” Blackstone în filmul din 1975 Raport confidențial⁠(d). Kotto l-a interpretat pe Idi Amin în filmul de televiziune din 1977 Raid on Entebbe⁠(d). În anul 1979, a jucat rolul lui Parker în filmul de groază Alien, iar apoi a urmat cu un rol secundar în drama Brubaker⁠(d) din 1980. În 1983, a jucat rolul mafiotului Charlie „East Side Charlie” Struthers în episodul „The Out-of-Towners” al serialului Echipa de șoc. În 1987, a apărut în filmul științifico-fantastic Justiția viitorului, iar în 1988 în comedia de acțiune Cursa de la miezul nopții, în care l-a interpretat pe Alonzo Moseley, un agent FBI. Conform Paramount⁠(d), Kotto a făcut parte din lista actorilor care erau în cursă pentru rolul lui Jean-Luc Picard în Star Trek: Generația următoare, rol obținut în cele din urmă de Patrick Stewart.
Kotto a interpretat un om religios ce sălășluiește în sud-vestul unei țări deșertice în episodul „A Man Called Abraham” din 1967 al serialului Death Valley Days⁠(d) găzduit de Robert Taylor. În episod, Abraham îl convinge pe ucigașul Cassidy (Rayford Barnes⁠(d)) că își poate schimba viața în ciuda crimelor comise în trecut. Când Cassidy este trimis la spânzurătoare, Abraham îi oferă consiliere spirituală. În acest segment a apărut și Bing Russell⁠(d).
Kotto s-a retras din actorie la mijlocul anilor 1990, deși a avut un ultim rol în film în Martor protejat⁠(d) (2008). Cu toate acestea, a continuat să preia roluri de televiziune. Kotto l-a interpretat pe locotenentul Al Giardello⁠(d) în serialul de televiziune Brigada Omucideri. A scris autobiografia The Royalty: A Spiritual Awakening. În 2014, a realizat vocea lui Parker pentru jocul video Alien: Isolation, preluând rolul pe care l-a interpretat în filmul Alien din 1979.

## Viața personală și moartea
Prima căsătorie a lui Kotto a fost cu o imigrantă germană, Rita Ingrid Dittman, cu care s-a căsătorit în 1959. Cei doi au avut împreună trei copii înainte divorțul lor în 1976. Mai târziu, Kotto s-a căsătorit cu Toni Pettyjohn; aceștia au avut trei copii și au divorțat în 1989. Kotto s-a căsătorit cu a treia sa soție, Tessie Sinahon, de loc din Filipine, în 1998.
Kotto cunoștea liturghia ebraică și rugăciunile evreiești l-au ajutat să treacă peste momentele grele. Acesta a a declarat că tatăl său „a insuflat iudaismul” în el.
Kotto l-a susținut pe Donald Trump la alegerile prezidențiale din 2016 și 2020. Acesta a susținut atât mișcarea Black Lives Matter, cât și QAnon⁠(d), în ciuda convingerilor contradictorii și a conflictelor dintre cele două grupuri.
În 2000, locuia în Marmora, Ontario⁠(d), Canada.
A murit pe 15 martie 2021 la vârsta de 81 de ani lângă Manila, Filipine. Soția sa, care a anunțat știrea pe contul ei de Facebook, nu a dezvăluit cauza morții.

## Filmografie

### Filme
| An   | Titlu                              | Rol                                      | Note              | Ref.          |
| ---- | ---------------------------------- | ---------------------------------------- | ----------------- | ------------- |
| 1963 | 4 for Texas                        | Extra                                    | Necreditat        | [ 27 ]        |
| 1964 | Nothing But a Man                  | Jocko                                    |                   | [ 27 ] [ 28 ] |
| 1968 | The Thomas Crown Affair            | Carl                                     |                   | [ 27 ] [ 28 ] |
| 1968 | 5 Card Stud                        | George "Little George", Mama's Bartender |                   | [ 27 ] [ 28 ] |
| 1970 | The Liberation of L.B. Jones       | Sonny "Sonny Boy" Mosby                  |                   | [ 27 ] [ 28 ] |
| 1971 | Man and Boy                        | Nate Hodges                              |                   | [ 27 ] [ 28 ] |
| 1972 | Bone                               | "Bone"                                   |                   | [ 27 ] [ 28 ] |
| 1972 | The Limit                          | Mark Johnson                             | Regizor           | [ 27 ] [ 28 ] |
| 1972 | Across 110th Street                | Lieutenant Pope                          |                   | [ 27 ] [ 28 ] |
| 1973 | Live and Let Die                   | Dr. Kananga / Mr. Big                    |                   | [ 27 ] [ 28 ] |
| 1974 | Truck Turner                       | Harvard Blue                             |                   | [ 27 ] [ 28 ] |
| 1975 | Report to the Commissioner         | Richard "Crunch" Blackstone              |                   | [ 27 ] [ 28 ] |
| 1975 | Sharks' Treasure                   | Ben Flynn                                |                   | [ 27 ] [ 28 ] |
| 1975 | Friday Foster                      | Colt Hawkins                             |                   | [ 27 ] [ 28 ] |
| 1976 | Drum                               | Blaise                                   |                   | [ 28 ] [ 29 ] |
| 1976 | The Monkey Hustle                  | "Big Daddy" Foxx                         |                   | [ 27 ] [ 28 ] |
| 1978 | Blue Collar                        | John "Smokey" James                      |                   | [ 27 ] [ 28 ] |
| 1979 | Alien                              | Dennis Parker, Technician                |                   | [ 27 ] [ 28 ] |
| 1980 | Brubaker                           | Dickie Coombes                           |                   | [ 27 ] [ 28 ] |
| 1980 | Othello                            | Othello                                  |                   | [ 27 ] [ 29 ] |
| 1982 | Fighting Back                      | Ivanhoe Washington                       |                   | [ 27 ] [ 28 ] |
| 1983 | The Star Chamber                   | Detective Harry Lowes                    |                   | [ 27 ] [ 28 ] |
| 1984 | Terror in the Aisles               | Himself                                  |                   |               |
| 1985 | Warning Sign                       | Major Connolly                           |                   | [ 27 ] [ 28 ] |
| 1986 | The Park Is Mine                   | Eubanks                                  |                   |               |
| 1986 | Eye of the Tiger                   | J.B. Deveraux                            |                   | [ 27 ] [ 28 ] |
| 1987 | Prettykill                         | Harris                                   |                   | [ 27 ] [ 28 ] |
| 1987 | Terminal Entry                     | Colonel Styles                           |                   | [ 27 ] [ 29 ] |
| 1987 | The Running Man                    | William Laughlin                         |                   | [ 27 ] [ 28 ] |
| 1988 | Midnight Run                       | FBI Special Agent Alonzo Mosely          |                   | [ 27 ] [ 28 ] |
| 1989 | The Jigsaw Murders                 | Dr. Filmore                              |                   | [ 27 ] [ 29 ] |
| 1989 | A Whisper To A Scream              | Jules Tallard                            |                   | [ 27 ] [ 29 ] |
| 1989 | Ministry of Vengeance              | Mr. Whiteside                            |                   | [ 27 ] [ 28 ] |
| 1989 | Tripwire                           | Lee Pitt                                 |                   | [ 27 ] [ 30 ] |
| 1991 | Hangfire                           | Police Lieutenant                        |                   | [ 27 ] [ 28 ] |
| 1991 | Freddy's Dead: The Final Nightmare | Doc                                      |                   | [ 27 ] [ 29 ] |
| 1992 | Intent to Kill                     | Captain Jackson                          |                   |               |
| 1993 | Extreme Justice                    | Detective Larson                         |                   | [ 27 ] [ 29 ] |
| 1994 | The Puppet Masters                 | Ressler                                  |                   | [ 27 ] [ 29 ] |
| 1995 | Dead Badge                         | Captain Hunt                             |                   |               |
| 1995 | Out-of-Sync                        | Quincy                                   |                   | [ 27 ] [ 28 ] |
| 1996 | Two If by Sea                      | FBI Agent O'Malley                       |                   | [ 27 ] [ 28 ] |
| 1996 | Almost Blue                        | Terry                                    |                   |               |
| 2008 | Witless Protection                 | Ricardo Bodi / Alonzo Mosley             | Rol de film final | [ 27 ] [ 28 ] |

### Seriale
| An        | Titlu                                                | Rol                                   | Note | Ref.          |
| --------- | ---------------------------------------------------- | ------------------------------------- | --- | ------------- |
| 1966–1967 | The Big Valley                                       | "Lobo" Brown Damien                   | Sezonul 2, episodul 11: "The Iron Box" Sezonul 3, episodul 15: "The Buffalo Man"                                          | [ 31 ]        |
| 1967      | Death Valley Days                                    | Abraham                               | Sezonul 15, episodul 26: "A Man Called Abraham"                                                                           | [ 31 ]        |
| 1968      | Bonanza                                              | Joshua "Child" Barnett                | Sezonul 10, episodul 2: "Child"                                                                                           | [ 31 ]        |
| 1968      | The High Chaparral                                   | Sergeant Major                        | Sezonul 2, episodul 10: "The Buffalo Soldiers" Western Heritage Bronze Wrangler Award for Best Fictional Television Drama | [ 32 ] [ 31 ] |
| 1968      | Daniel Boone                                         | Luke                                  | Sezonul 5, episodul 11: Big, Black and out There                                                                          | [ 32 ] [ 31 ] |
| 1969      | Mannix                                               | Gabe Johnson / Gabriel Dillon         | Sezonul 2, episodul 18: "Death in a Minor Key"                                                                            | [ 32 ] [ 31 ] |
| 1969      | Hawaii Five-O                                        | Marine Lance Corporal John T. Auston  | Sezonul 1, episodul 14: "King of the Hill"                                                                                | [ 31 ]        |
| 1969      | Daniel Boone                                         | Jonah                                 | Sezonul 5, episodul 18: "Jonah"                                                                                           | [ 32 ] [ 31 ] |
| 1970      | Gunsmoke                                             | Piney Biggs                           | Sezonul 16, episodul 10: "The Scavengers"                                                                                 | [ 32 ] [ 31 ] |
| 1970      | Night Chase                                          | Ernie Green                           | Film de televiziune |               |
| 1971      | Night Gallery                                        | Buckner                               | Sezonul 2, episodul 13: "The Messiah on Mott Street"                                                                      | [ 32 ] [ 31 ] |
| 1976      | Raid on Entebbe                                      | President Idi Amin Dada               | Nominalizat—Primetime Emmy Award for Outstanding Supporting Actor in a Miniseries or a Movie                              | [ 32 ] [ 33 ] |
| 1976      | Crunch                                               | Richard "Crunch" Blackstone           | Film de televiziune |               |
| 1980      | Rage!                                                | Ernie                                 | Film de televiziune |               |
| 1982      | A House Divided: Denmark Vesey's Rebellion           | Denmark Vesey                         | Film de televiziune | [ 32 ]        |
| 1983      | The A-Team                                           | Charlie "East-Side Charlie" Struthers | Sezonul 1, episodul 8: "The Out-of-Towners" (1983)                                                                        | [ 32 ] [ 31 ] |
| 1983      | For Love and Honor                                   | Sergeant James "China" Bell           | Film de televiziune | [ 32 ] [ 33 ] |
| 1983      | Women of San Quentin                                 | Sergeant Therman Patterson            | Film de televiziune | [ 32 ] [ 33 ] |
| 1983–1984 | For Love and Honor                                   | Sergeant James "China" Bell           | 12 episoade | [ 32 ] [ 33 ] |
| 1985      | Playing With Fire                                    | Fire Chief Walker                     | Film de televiziune | [ 32 ] [ 33 ] |
| 1985      | The Park is Mine                                     | Eubanks                               | Film de televiziune | [ 32 ] [ 33 ] |
| 1985      | Badge of the Assassin                                | Detective Cliff Fenton NYPD           | Film de televiziune | [ 32 ] [ 33 ] |
| 1985      | Alfred Hitchcock Presents                            | Convict                               | Sezonul 1, episodul 10: "Prisoners"                                                                                       | [ 32 ] [ 31 ] |
| 1986      | Harem                                                | Agha Kislar                           | Film de televiziune | [ 32 ] [ 33 ] |
| 1987      | Desperado                                            | Bede                                  | Film de televiziune | [ 32 ] [ 33 ] |
| 1987      | In Self Defense                                      | Lieutenant Tyrell                     | Film de televiziune | [ 32 ] [ 33 ] |
| 1987      | Perry Mason: The Case of the Scandalous Scoundrel    | General Sorenson                      | Film de televiziune |               |
| 1987      | Murder, She Wrote                                    | Lieutenant Bradshaw                   | Sezonul 4, episodul 8: "Steal Me a Story" (1987)                                                                          | [ 32 ] [ 31 ] |
| 1989      | Prime Target                                         | Gilmore Brown                         | Film de televiziune | [ 33 ] [ 31 ] |
| 1990      | After the Shock                                      | William McElroy                       | Film de televiziune | [ 32 ] [ 33 ] |
| 1992      | Chrome Soldiers                                      | Perry Beach                           | Film de televiziune | [ 32 ] [ 31 ] |
| 1993      | It's Nothing Personal                                | Lieutenant Riley                      | Film de televiziune |               |
| 1993      | The American Clock                                   | Isaac                                 | Film de televiziune |               |
| 1993      | seaQuest DSV                                         | Captain Jack Clayton                  | Sezonul 1, episodul 6: "Treasures of the Tonga Trench"                                                                    |               |
| 1993–2000 | Homicide: Life on the Street                         | Lieutenant Al Giardello               | Nominalizat —NAACP Image Award for Outstanding Actor in a Drama Series (1996–1999)                                        | [ 32 ] [ 31 ] |
| 1994      | The Corpse Had a Familiar Face                       | Detective Martin Talbot               | Film de televiziune | [ 32 ] [ 33 ] |
| 1994      | TV Nation                                            | Himself                               | Episod pilot |               |
| 1995      | Deadline for Murder: From the Files of Edna Buchanan | Marty Talbot                          | Film de televiziune |               |
| 1997      | The Defenders: Payback                               | Judge Williams                        | Film de televiziune |               |
| 2000      | Homicide: The Movie                                  | Al "Gee" Giardello                    | Film de televiziune | [ 32 ] [ 31 ] |
| 2000      | The Ride                                             | Carter                                | Film de televiziune |               |
| 2001      | Stiletto Dance                                       | Captain Rick Sands                    | Film de televiziune |               |

### Jocuri video
| An   | Titlu            | Rol                       | Note                   | Ref.   |
| ---- | ---------------- | ------------------------- | ---------------------- | ------ |
| 2014 | Alien: Isolation | Dennis Parker, Technician | Voce; Nostromo Edition | [ 34 ] |